# Cursorius
Cursorius és un gènere d'ocells de la família dels glareòlids (Glareolidae) distribuïts per Àfrica i Àsia meridional. L'espècie més coneguda és el corredor, nom que es fa extensiu a la resta d'espècies d'aquest gènere i d'altres propers. El gènere va ser introduït l'any 1790 per l'ornitòleg anglès John Latham.

## Taxonomia
Segons la classificació del Congrés Ornitològic Internacional (versió 2.5, 2010) aquest gènere està format per cinc espècies:
- corredor del desert (Cursorius cursor).
- corredor de Somàlia (Cursorius somalensis).
- corredor de Burchell (Cursorius rufus).
- corredor de Temminck (Cursorius temminckii).
- corredor de l'Índia (Cursorius coromandelicus).